# Таверна (Изернија)
Таверна је насеље у Италији у округу Изернија, региону Молизе.
Према процени из 2011. у насељу је живело 122 становника. Насеље се налази на надморској висини од 544 м.